# FEHA19
A FEHA19 (teljes nevén: Fehérvár Hockey Academy 19) egy magyar jégkorongcsapat Székesfehérváron. A csapat a Fehérvár AV19 betétcsapataként az Erste Ligában játszik. A hazai meccseit az Ifjabb Ocskay Gábor Jégcsarnokban játsszák. 

## Története
A jégkorongakadémiát 2006-ban alapították.

## Szezonok
| Alapszakasz | Alapszakasz | Alapszakasz | Alapszakasz | Alapszakasz | Alapszakasz | Alapszakasz | Alapszakasz | Alapszakasz | Rájátszás                    | Rájátszás | Rájátszás |
| Szezon      | LM          | GY          | GY.H.       | V. H.       | V           | G           | P           | Helyezés    | Negyeddöntő                  | Elődöntő  | Döntő     |
| ----------- | ----------- | ----------- | ----------- | ----------- | ----------- | ----------- | ----------- | ----------- | ---------------------------- | --------- | --------- |
| 2022–23     | 36          | 3           | 1           | 3           | 29          | 75:168      | 14          | 10.         | Vereség a BJAHC ellen (20-4) | -         | -         |
| 2023–24     | 44          | 5           | 6           | 4           | 29          | 84:157      | 31          | 10.         | -                            | -         | -         |
| 2024–25     | 36          | 10          | 4           | 3           | 19          | 82:113      | 41          | 9.          | -                            | -         | -         |